# Pseudanarta crocea
Pseudanarta crocea är en fjärilsart som beskrevs av H. Edwards 1875. Pseudanarta crocea ingår i släktet Pseudanarta och familjen nattflyn. Inga underarter finns listade i Catalogue of Life.

## Bildgalleri

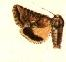